# Piedra de Wibuse
Piedra de Wibuse, även benämnt Mirador de Wibuse, är ett drygt 1000 meter högt berg i centrala Nicaragua. Det ligger vid byn Wibuse i den nordöstra delen av kommunen San Dionisio, och det är kommunens främsta turistattraktion. Toppen av berget består av en hög klippa som kan ses långt ifrån. Från toppen av Piedra de Wibuse har man en fin utsikt över en stor del av kommunen. En liten stig går upp till klippan, vilken tar ungefär 30 till 60 minuter att bestiga. Ovanpå klippan har det rests ett kristuskors byggt av tegelstenar.